# Radoslav Kvapil
Radoslav Kvapil (* 15. března 1934 v Brně) je český klavírista.

## Tvorba
V letech 1967–1969 nahrál poprvé v historii celé klavírní dílo Antonína Dvořáka (Supraphon), v téže době také nahrál kompletní klavírní dílo L. Janáčka (Panton). Janáčkovo celé klavírní dílo podruhé natočil v roce 1989 v Paříži (ADDA). V letech 1993–1996 vydal Antologii české klavírní hudby na osmi CD (Unicorn-Kanchana v Londýně), se skladbami Antonína Dvořáka, Bedřicha Smetany, Bohuslava Martinů, J. H. Voříška, Zdeňka Fibicha, Leoše Janáčka a Josefa Suka. Vystupoval ve 49 zemích v nejvýznamnějších koncertních sálech, např. The Royal Albert Hall, The Barbican (Londýn), Carnegie Recital Hall (New York), Théâtre des Champs-Élysées a Auditorium du Louvre (Paříž), Concert Hall of the Seoul Arts Center (Jižní Korea) a Henry Crown Symphony Hall (Jeruzalém). V roce 2002 obdržel řád francouzského ministra kultury Chevalier dans l’Ordre des Arts et des Lettres. Je předsedou Mezinárodní společnosti Antonína Dvořáka a předsedou Sdružení pro českou hudbu a umění. Na podzim 2008 podnikl měsíční klavírní turné po Spojených státech.

## Životopis
Narodil se v Brně roku 1934 a od šesti let se učil u Dr. Ludvíka Kundery, nejbližšího žáka a následovníka Leoše Janáčka. Nadšení hudební kritici v mnoha zemích psali o Kvapilově „vynikající službě české klavírní tvorbě“ a charakterizovali jej jako „jedinečného umělce“, „největšího interpreta klavírních děl Smetany, Janáčka a Martinů“ a jako „kouzelníka klavíru“. V roce 1957 vystudoval hru na klavír na Hudební fakultě Janáčkovy akademie múzických umění v Brně.
Vystupoval v nejvýznamnějších koncertních sálech v 50 zemích Evropy, Severní Ameriky a Asie. V USA hrál celkem ve 26 státech. Jeho koncerty se konaly v takových místech jako Royal Albert Hall a The Barbican Centre v Londýně, Carnegie Recital Hall v New Yorku, Théâtre des Champs-Élysées v Paříži, v koncertní hale Seoul Arts Centre v Jižní Koreji a v Henry Crown Symphony Hall v Jeruzalémě.

## Pedagogická činnost
V letech 1963-1973 byl profesorem na Hudební konzervatoři v Praze a v období 1973-1976 učil na Vysoké škole pedagogické v Českých Budějovicích (dnes:Jihočeská univerzita). Od roku 1977 učil mistrovské kurzy na hudebních školách a institucích jako Juillard School of Music v New Yorku, Royal Academy of Music a the Guildhall School of Music v Londýně, Royal College of Music v Cardiffu ve Walesu, Conservatoire National Superieur v Paříži, a dále hudební školy ve Frankfurtu nad Mohanem, Hamburku, Münsteru, Drážďanech, Dortmundu, Lübecku a Freiburgu v Německu, Sibelius Academy v Helsinkách ve Finsku, Musikhogskolan ve Stockholmu ve Švédsku a S. Rubin Academy of Music v Tel-Avivu v Izraeli. Ve Spojených státech učil Radoslav Kvapil na hudebních školách následujících univerzit: Columbia University v New Yorku, Cornell University v Ithace a Eastman School of Music v Rochesteru ve státě New York, Dickinson University v New Jersey, University of North Carolina, University of Florida, Roosevelt University v Chicagu a University of Bloomington ve státě Illinois, University of Memphis v Tennessee, Rice University v Houstonu a North Texas University ve státě Texas.

## Hudební soutěže
Často zasedá jako člen poroty na důležitých klavírních soutěžích, například Schumann Competition ve Zwickau v Německu, the Gina Bachauer Competition v Salt Lake City ve státě Utah v USA, soutěž American Pianists Association in Indianapolis ve státě Indiana a Isidor Bajic Piano Memorial v Novim Sadu v Srbsku.

## Nahrávky
V letech 1967-1969 nahrál kompletní klavírní tvorbu Antonína Dvořáka, což byla první nahrávka tohoto druhu. Zároveň nahrál kompletní klavírní díla Leoše Janáčka a v roce 1975 pak kompletní klavírní dílo H. A. Voříška. Druhá souhrnná nahrávka Janáčkových klavírních děl následovala v roce 1989 a poté v roce 1990 vyšly první dva svazky kompletní nahrávky klavírních děl Bohuslava Martinů. Kromě těchto souhrnných sbírek nahrál desítky dalších desek a CD, s díly takových skladatelů jako byli Bedřich Smetana, Zdeněk Fibich, Josef Suk, Franz Liszt, Johannes Brahms, Paul Hindemith, Franz Schubert, Frederic Chopin a další.

## Organizační působení
V roce 1975 založil Jihočeský hudební festival, který se od té doby koná každoročně. V roce 1999 se stal zakladatelem Mezinárodní společnosti Antonína Dvořáka, která od doby svého vzniku zorganizovala řadu koncertních cyklů, včetně Hudebního festivalu Vysočina, koncertů pro seniory na Praze 2 a festivalu Americké jaro. Americké jaro, jehož první ročník proběhl v roce 2006, je v současné době největším projektem česko-americké kulturní spolupráce. Radoslav Kvapil je také zakladatelem a předsedou české pobočky Evropské asociace učitelů klavíru (European Piano Teachers Association, EPTA), která připravovala na červen 2009 klavírní soutěž Evropské unie jako doprovodný kulturní program spojený s českým předsednictvím EU. V létě 2008 byl zvolen evropským prezidentem organizace EPTA na období 2008-2009.

## Ocenění
Francouzské Ministerstvo kultury mu udělilo v roce 2004 řád „Chevalier dans l´Ordre des Arts et des Lettres“.